# 東郷ターン
東郷ターン（とうごうターン）とは、連合艦隊司令長官東郷平八郎による丁字戦法の一つである。

## 作られた物語
NHKドラマ『坂の上の雲』や歴史を扱った番組などでは、東郷平八郎の東郷ターンの決断により丁字戦有利の状況での劇的な勝利を収めたと紹介されてきたが、現実はそれとは異なっていた。

## 真実
当時、日本海軍は日本海海戦の半年前に露国旅順艦隊と黄海海戦で戦闘した際、既に丁字戦法を試していた。しかし、この戦法は敵に戦闘意欲が無い場合、また、敵が回頭して逃げた場合は効果がなくなってしまう。
黄海海戦では露国艦隊が逃げてしまい失敗してしまった。それどころか、敵が逃げる際に放った副砲斉射が連合艦隊の1隻に当たってしまい日本の船が小破してしまった。
この戦闘により丁字戦法の欠点を知った連合艦隊はバルチック艦隊への丁字戦をやめ、秋山真之を中心とし別の戦法を考えた。

## 丁字戦の代わり
そして、秋山真之らによって「連結機雷」という案が出された。「連結機雷」とは、複数の機雷を曳航用ロープで縛り、敵艦隊の前へ水雷艇を使い敷設するという戦術である。連合艦隊はこれを採用、政府はこれを最重要機密とし、来たる日本海海戦にこれを用いて、予め損害を負った敵艦艇を本艦隊との砲撃戦で沈めることを決意した。

## 日本海海戦
〈5月27日 早朝 日本海海戦当日〉秋山真之より東京へ電報「敵艦見ユトノ警報二接シ 連合艦隊は直チニ出動 コレヲ撃滅セントス、本日天気晴朗ナレドモ波高シ」
「本日天気晴朗ナレドモ波高シ」というこの台詞、これは、機雷を敷設する水雷艇が波高により出撃出来ないという打電であった。
これにより連合艦隊は、「連結機雷」を諦めざるを得なくなってしまう。
連合艦隊は一切の作戦も持たずに大国ロシアと戦うこととなった。
そんな時、さらに問題が発生。この時の東郷の作戦はバルチック艦隊に向けて前進し、艦隊の西側で反転。同航戦に持ち込む戦法であったが、敵艦隊の位置の測距にミスがあり連合艦隊はバルチック艦隊の正面に出てしまった。この時、危険を避けて敵の西側へ転針すれば逃げられるかも知れなかった。しかし、東郷の下した決断は取舵（東へ転針）であった。ここで取舵をすれば連合艦隊が回頭を終えるまで、敵の集中砲火を浴びることになる。この時東郷は「たとえ三笠が沈められようとも、バルチック艦隊は絶対に逃がさない」という決断だったと伝えられている。
数々の問題に見舞われながら、艦隊を勝利に導いたのは、この捨て身の「東郷ターン」だったのである。